# نگیال، جهلم
نگیال (به انگلیسی: Nagial) یک منطقهٔ مسکونی در پاکستان است که در ناحیه جهلم واقع شده‌است.